# Crassula minuta
Crassula minuta är en fetbladsväxtart som beskrevs av Tölken. Crassula minuta ingår i släktet krassulor, och familjen fetbladsväxter. Inga underarter finns listade i Catalogue of Life.